# Ed Begley
Edward James Begley, Sr. (Hartford, 25 de março de 1901 – Hollywood, 28 de abril de 1970) foi um ator de cinema norte-americano. Foi premiado com o Oscar de melhor ator (coadjuvante/secundário) em 1963, por sua atuação no filme Sweet Bird of Youth.